# Liste der denkmalgeschützten Objekte in Kauns
Die Liste der denkmalgeschützten Objekte in Kauns enthält die 10 denkmalgeschützten, unbeweglichen Objekte der Gemeinde Kauns im Bezirk Landeck.

## Denkmäler
| Foto |                 | Denkmal                                                                                            | Standort                              | Beschreibung | Metadaten |
| ---- | --------------- | -------------------------------------------------------------------------------------------------- | ------------------------------------- | --- | --- |
| ja   | Datei hochladen | Widum Kauns HERIS-ID: 55631 Objekt-ID: 64365 TKK: 23838                                            | Bichl 7 Standort KG: Kauns            | Das Widum wurde nach der Brandkatastrophe von 1925 wieder neubarock hergestellt. Der zweigeschoßige Bau mit Krüppelwalmdach ist traufseitig erschlossen, an der Südfassade ein markanter Erker mit geschnitzten hölzernen Fenstersäulen im Obergeschoß. Reiche Architekturmalerei und ein Herz-Jesu-Medaillon im Giebel, Fenster teilweise mit gemalten dekorativen Umrahmungen (bez. Ludwig Sturm, 1926). | BDA-Hist.: Q38066843 Status: § 2a Stand der BDA-Liste: 2025-06-30 Name: Widum Kauns GstNr.: .206                                                                     |
| ja   | Datei hochladen | Burgruine Berneck HERIS-ID: 39719 Objekt-ID: 39508 TKK: 23840                                      | Burggasse 1 Standort KG: Kauns        | Die Burgruine Berneck an einer senkrechten Felswand zum Faggenbach. Ein Geschlecht der Bernecker urkundlich 1225. Unter Hans Wilhelm und Hans Egli Mülinen war von 1435 bis 1457 ein weitgehender Umbau. Erweiterung unter Maximilian I. Ab 1880 setzt der Verfall ein, um 1930 Ruine, ab 1977 umfassende Restaurierungen. Neben dem östlichen Tor ist eine geostete Burgkapelle hl. Apostel Bartholomäus, gestiftet von Hans Egli von Mülinen. Fresken um 1437 wurden 1941 freigelegt. | BDA-Hist.: Q873884 Status: Bescheid Stand der BDA-Liste: 2025-06-30 Name: Burgruine Berneck GstNr.: .239 Burg Berneck (Kauns)                                        |
| ja   | Datei hochladen | Totenkapelle HERIS-ID: 75826 Objekt-ID: 89332 TKK: 41763                                           | gegenüber Gastig 2 Standort KG: Kauns | Die Totenkapelle wurde 1978 erbaut. Der eingeschoßige, unterkellerte Bau hat einen dreiseitigen Chorschluss im Westen. Der Keller wird als Abstellraum genutzt. | BDA-Hist.: Q38140830 Status: § 2a Stand der BDA-Liste: 2025-06-30 Name: Totenkapelle GstNr.: .184 Totenkapelle Kauns                                                 |
| ja   | Datei hochladen | Friedhof Kauns HERIS-ID: 75825 Objekt-ID: 89331 TKK: 111101                                        | bei Kirchgasse 1 Standort KG: Kauns   | Der Friedhof umgibt die Pfarrkirche Kauns. | BDA-Hist.: Q38140818 Status: § 2a Stand der BDA-Liste: 2025-06-30 Name: Friedhof Kauns GstNr.: 1257, .184 Friedhof Kauns                                             |
| ja   | Datei hochladen | Kath. Pfarrkirche hl. Jakobus d. Ä. und Kriegerdenkmal HERIS-ID: 55634 Objekt-ID: 64368 TKK: 23798 | bei Kirchgasse 3 Standort KG: Kauns   | Der im Kern mittelalterliche Bau wurde bis auf den Turm durch einen spätgotischen Neubau ersetzt und nach einem barocken Umbau 1761 neu geweiht. 1886 und von 1899 bis 1901 war eine Regotisierung. Pfarrkirche seit 1891. Gewölbemalerei von Thomas Köhle im Anfang des 20. Jahrhunderts. Neugotischer Hochaltar von Josef Bachlechner der Ältere mit Figur Herz Jesu. Orgel von Franz Reinisch II. aus 1901. Die offene Kriegergedächtniskapelle wurde um 1900 an der Südseite der Kirchenfassade neben einem Treppenturm angebaut. Die Kapelle ist gewölbt und vom Friedhof durch ein Eisengeländer abgegrenzt. Innen Kruzifix und Namenstafel mit den Gefallenen aus dem Ersten Weltkrieg. Darüber unterhalb der Wölbung eine Wandmalerei mit dem Motiv der Auferstehung Christi. | BDA-Hist.: Q38066856 Status: § 2a Stand der BDA-Liste: 2025-06-30 Name: Kath. Pfarrkirche hl. Jakobus d. Ä. und Kriegerdenkmal GstNr.: .183 Pfarrkirche Kauns        |
| ja   | Datei hochladen | Paarhof HERIS-ID: 39720 Objekt-ID: 39509 TKK: 23831                                                | Lochgasse 3 Standort KG: Kauns        | Zweigeschoßiger Bau mit flachem Satteldach des 17. Jahrhunderts mit gemauerter Freitreppe und einem Polygonalerker in der Mittelachse der Hauptfassade mit einem Fresko Mariahilf aus dem 4. Viertel des 18. Jahrhunderts. | BDA-Hist.: Q37990854 Status: Bescheid Stand der BDA-Liste: 2025-06-30 Name: Paarhof GstNr.: .155                                                                     |
| ja   | Datei hochladen | Bürgerhaus HERIS-ID: 39721 Objekt-ID: 39510 TKK: 23826                                             | Silbergasse 4 Standort KG: Kauns      | Prachtvolles Oberinntaler Durchfahrtshaus mit Polygonalerker an der Stirnseite des Obergeschoßes und großem abgefasten Rundbogenportal. Seitlich ein Anbau welcher vordem ein Kornkasten war. Volkstümliche Fassadenmalerei mit 1664 bezeichnet. | BDA-Hist.: Q37990877 Status: Bescheid Stand der BDA-Liste: 2025-06-30 Name: Bürgerhaus GstNr.: .192                                                                  |
| ja   | Datei hochladen | Bürgerhaus Beim Hias HERIS-ID: 39722 Objekt-ID: 39511 TKK: 23822                                   | Silbergasse 6 Standort KG: Kauns      | Mächtiges Durchfahrtshaus aus 1642, 1816 renoviert. Zweigeschoßiger Bau mit einem rechteckigen erkerartigen Vorbau über beide Geschoße und einem abgefasten Rundbogenhausteinportal. Gemalte Mauerumrahmungen und ein Fresko Madonna erscheint dem hl. Antonius aus 1816. | BDA-Hist.: Q37990888 Status: Bescheid Stand der BDA-Liste: 2025-06-30 Name: Bürgerhaus Beim Hias GstNr.: .195                                                        |
| ja   | Datei hochladen | Bildstöcke Richtung Kaltenbrunn HERIS-ID: 75822 Objekt-ID: 89328 TKK: 23809, 23811, 23813, …       | Standort siehe Beschreibung KG: Kauns | Die Reihe von sechs gemauerten Nischenbildstöcken am Fußweg zur Wallfahrtskirche Kaltenbrunn stammt vermutlich vom Ende des 19. Jahrhunderts und wurde teilweise erneuert. Über säulenartigem Unterbau ein tabernakelförmiger Aufsatz mit gemauertem Pyramidendach. In den rechteckigen Nischen bemalte Bildtafeln zu den Themen Geburt Christi (Lage), Geißelung Christi (Lage), Schweißtuch der Veronika (?) (Lage), Kreuztragung (Lage) und Kreuzigungsdarstellung (Lage) Der sechste Bildstock zum Thema Christi Himmelfahrt befindet sich in der Gemeinde Kaunerberg. | BDA-Hist.: Q37722867 Status: § 2a Stand der BDA-Liste: 2025-06-30 Name: Bildstöcke Richtung Kaltenbrunn GstNr.: 1524/1, 1550, 1560 6 Bildstöcke Richtung Kaltenbrunn |
| ja   | Datei hochladen | Kapelle Hl. Kreuz, Schranzkapelle HERIS-ID: 75823 Objekt-ID: 89329 TKK: 23819                      | Standort KG: Kauns                    | 1639 gestiftet von Michael Schranz. Die hoch aufragende Kapelle mit fast quadratischen Grundriss hat eine Schindeldach und einen hölzernen Dachreiter. In der Apsis ist ein barockes Fresko aus 1683 mit Architekturmalerei, Maria und Johannes. Einbezogen ist ein geschnitzter spätgotischer Kruzifix aus dem Anfang des 16. Jahrhunderts. | BDA-Hist.: Q38140793 Status: § 2a Stand der BDA-Liste: 2025-06-30 Name: Kapelle Hl. Kreuz, Schranzkapelle GstNr.: .137                                               |

## Ehemalige Denkmäler
| Foto |                 | Denkmal                                                        | Standort                    | Beschreibung | Metadaten                                                                                      |
| ---- | --------------- | -------------------------------------------------------------- | --------------------------- | --- | ---------------------------------------------------------------------------------------------- |
| ja   | Datei hochladen | Bildstock HERIS-ID: 75830 Objekt-ID: 89336 TKK: 115626bis 2021 | Kauns 41 Standort KG: Kauns | Der Bildstock bei der Volksschule wurde Ende des 20. Jahrhunderts errichtet. Er ist ein einfacher Mauerbau über einem aus Bruchsteinen gemauertem Sockel mit einem vorgezogenen, schindelgedeckten Satteldach auf zwei Holzsäulen. In der rechteckigen Nische befindet sich ein Kruzifix. | BDA-Hist.: Q38140844 Status: § 2a Stand der BDA-Liste: 2021-07-01 Name: Bildstock GstNr.: .224 |